# Vaska (Szópia)
Vaska (horvátul: Vaška) falu Horvátországban Verőce-Drávamente megyében. Közigazgatásilag Szópiához tartozik.

## Fekvése
Verőce központjától légvonalban 21, közúton 23 km-re keletre, községközpontjától 6 km-re nyugatra, Nyugat-Szlavóniában, a Dráva jobb partján, a Drávamenti-síkságon, Novák és Kapinci között fekszik.

## Története
A falu déli határában már az ókorban római út vezetett át, melynek nyomai mintegy húsz méter széles sárgás talajelszíneződés formájában Suhopoljétól Naudovac, Orešac, Novák és Vaska területén át egészen Josipovóig ma is jól láthatók. Vaska már a kora középkorban esperesség székhelye volt, melyhez 19 környékbeli plébánia tartozott. Első írásos említése a 1093-ban a zágrábi püspökség Szent László király általi alapításával kapcsolatban történt, amikor a püspökség egyik esperességeként említik. A 12. században III. István magyar király ezt a területet a templomos lovagoknak adta, de a johannitáknak is volt itt birtoka, melyet 1254-ben a zágrábi püspökség szerzett meg.
Vaska a középkor folyamán szabad vásártartási joggal rendelkezett. Ezt a jogát még Verőcénél is régebben kapta. 1248-ban és 1255-ben IV. Béla király itt tartózkodott. 1255-ben itt bocsátotta ki azt a kiváltságlevelét, melyben Fülöp püspök kérésére zágrábi püspökség Vaska melletti szentmártoni jobbágyainak olyan kiváltságokat biztosít, amellyel korábban a vaskai jobbágyok is rendelkeztek. 1275-ben IV. László király megerősítette a Béla királytól kapott kiváltságokat. A templomosokon és a johannitákon kívül 1297-ben egy harmadik rendnek, az Ágoston-rendnek is volt itt kolostora, mely Alsó-Vaskán állt. A vaskai ágoston rendi kolostor hiteles helyként (locus credibilis) is működött. A vaskai birtok nyugati határán egy negyedik rend, a Szent Sír Lovagrend telepedett le.
A vaskai Szent Fülöp és Jakab plébánia 1334-ben szerepel a pápai tizedjegyzékben a zágrábi egyházmegye plébániái között „Item beatorum apostolorum Philippi et Jacobi de Vaska, plebania” néven. Vaskát a középkorban többször érték fegyveres támadások is. 1280/81 telén a Héder nembeli Henrik fia Miklós szlavón bán fegyveresei dúlták fel és fosztották ki a települést. Sokakat megöltek, a lakosság javait elrabolták, az állatokat elhajtották. Olyan pusztítást végeztek, hogy ezt követően a lakosság száma jelentősen csökkent. 1281 tavaszán Timót püspök Verőcei tartózkodása idején kiátkozta a gonosztevőket. 1340-ben a püspök jobbágyai lázadtak fel uruk ellen és prédálták fel a püspökség itteni javait. 1403-ban Vaskát Szalatnokkal és Atyinával együtt mezővárosi rangra emelték. A település ebben az időszakban élte történetének fénykorát. A püspökség itteni váráról 1470-ben történik említés. 1473-ban a püspök a várost is megerősítette.
Az 1543-as török hódítás során a város középkori épületei megsemmisültek, kiváltságai feledésbe merültek. Ennek ellenére az élet nem szűnt meg a városban, csak lényegesen megváltozott. A török által Boszniából ide telepített pravoszláv lakosság állandó fenyegetettségben élt. A török közigazgatásban Vaska a Pozsegai szandzsák része lett. A térség 1684-ben Verőce várának visszafoglalásával szabadult fel végleg a török uralom alól. 1698-ban még csak 12, újonnan érkezett család élt a településen Đuro Brkić falusi bíró vezetésével. Az intenzív betelepítés 1746-ban kezdődött, amikor már 29, 1766-ban pedig már 50 háztartást számláltak itt. A falu a verőcei uradalomhoz tartozott. Az első katonai felmérés térképén „Dorf Vashko” néven találjuk. Lipszky János 1808-ban Budán kiadott repertóriumában „Vaska” néven szerepel. Nagy Lajos 1829-ben kiadott művében „Vaska” néven 92 házzal, 590 katolikus vallású lakossal szerepel.
Verőce vármegye Szalatnoki járásának része volt. 1857-ben 685, 1910-ben 1.032 lakosa volt. 1910-ben a népszámlálás adatai szerint lakosságának 76%-a horvát, 14%-a német, 10%-a magyar anyanyelvű volt. Az I. világháború után 1918-ban az új szerb-horvát-szlovén állam, majd később (1929-ben) Jugoszlávia része lett. A II. világháború végén a partizánok elűzték a német és magyar lakosságot, helyükre főként Varasd környékéről települtek be horvát családok. 1991-ben 502 főnyi lakosságának 97%-a horvát nemzetiségű volt. 2011-ben a településnek 315 lakosa volt.

## Lakossága
| Lakosság változása | Lakosság változása | Lakosság változása | Lakosság változása | Lakosság változása | Lakosság változása | Lakosság változása | Lakosság változása | Lakosság változása | Lakosság változása | Lakosság változása | Lakosság változása | Lakosság változása | Lakosság változása | Lakosság változása | Lakosság változása |
| ------------------ | ------------------ | ------------------ | ------------------ | ------------------ | ------------------ | ------------------ | ------------------ | ------------------ | ------------------ | ------------------ | ------------------ | ------------------ | ------------------ | ------------------ | ------------------ |
| 1857               | 1869               | 1880               | 1890               | 1900               | 1910               | 1921               | 1931               | 1948               | 1953               | 1961               | 1971               | 1981               | 1991               | 2001               | 2011               |
| 685                | 784                | 760                | 894                | 1.001              | 1.032              | 939                | 1.015              | 1.238              | 1.171              | 1.088              | 777                | 564                | 502                | 392                | 315                |

## Nevezetességei
Szent Jakab apostol tiszteletére szentelt római katolikus kápolnája csak a legújabb időkben épült, miután elődjét 1945 tavaszán a németek visszavonulásuk közben lerombolták. A helyiek szerint a lebontott templom is egy régebbi helyén állt, úgyhogy a mai templomot a falu, a sorban a harmadiknak tekinti, de mindegyik Szent Jakabnak volt szentelve.
A kápolnától mintegy 300 méterre délre a mezőn egy halom található, ahol a 20. század elején szántáskor sok építőanyagot fordított ki az eke. Ezen a helyen feltételezhetően valamely vaskai középkori építmény állhatott, mely lehet kolostor, vagy a püspökség egykori vára is. A falu területén még nem történt régészeti kutatás amely a kérdést tisztázhatná.

## Oktatás
A településen a szalatnoki elemi iskola alsó tagozatos területi iskolája működik.